# Repubblica Centrafricana ai Giochi della XIX Olimpiade
La Repubblica Centrafricana partecipò per la prima volta nella sua storia ai Giochi olimpici nel 1968 in occasione delle XIX Olimpiadi, svoltesi a Città del Messico dal 12 al 27 ottobre. La rappresentativa era composta da un solo atleta, il mezzofondista Gabriel M'Boa, che venne eliminato nelle batterie dei 5000 metri.